# Cacheu (stad)
Cacheu is een stad in Guinee-Bissau en is de hoofdplaats van de gelijknamige regio Cacheu.
Cacheu telt naar schatting 9849 inwoners (2008).